# GRULLA クルージャ!
GRULLA クルージャ!（グルージャ クルージャ!）は、エフエム岩手で放送されていたグルージャ盛岡の応援番組である。

## 番組概要
- 2010年4月5日に放送開始。
- 2010年12月6日に放送終了。
- 番組内容は、毎回選手をゲストに迎えて前節の試合を振り返ったり、リスナーからの質問などに選手が答えるのがメイン。

## 放送時間
- 毎週月曜日20:00 - 20:30

## パーソナリティ
- 岩瀬弘行（テレビ岩手アナウンサー）

## 歴代選手ゲスト
| 各回   | 放送日         | 選手ゲスト        | 備考 |
| ------ | -------------- | ----------------- | --- |
| 第1回  | 2010年4月5日   | 中田洋介 島津虎史 | |
| 第2回  | 2010年4月12日  | 島津虎史 西洋祐   | |
| 第3回  | 2010年4月19日  | 西洋祐 斉藤洋平   | |
| 第4回  | 2010年4月26日  | 中田洋介 斉藤洋平 | |
| 第5回  | 2010年5月3日   | 中田洋介 加藤浩史 | 特別編成のため21時から番組スタート                                                                                                  |
| 第6回  | 2010年5月10日  | 加藤浩史 松田賢太 | |
| 第7回  | 2010年5月17日  | 松田賢太 白澤実   | |
| 第8回  | 2010年5月24日  | 島津虎史 菅原康太 | |
| 第9回  | 2010年5月31日  | 菅原康太 市村瞬   | |
| 第10回 | 2010年6月7日   | 加藤浩史 菅原康太 | |
| 第11回 | 2010年6月14日  | 加藤浩史 大原卓丈 | |
| 第12回 | 2010年6月21日  | 島津虎史 松田賢太 | |
| 第13回 | 2010年6月28日  | 中田洋介 島津虎史 | |
| 第14回 | 2010年7月5日   | 斉藤洋平 疋田大和 | |
| 第15回 | 2010年7月12日  | 菅原康太 大原卓丈 | |
| 第16回 | 2010年7月19日  | 島津虎史 菅原康太 | |
| 第17回 | 2010年7月26日  | 佐藤佳成 金宏栄   | |
| 第18回 | 2010年8月2日   | 松田賢太 佐藤佳成 | さんさ踊りに出演中の他選手も現場から電話でゲスト出演                                                                                |
| 第19回 | 2010年8月9日   | 西洋祐 加藤太輝   | |
| 第20回 | 2010年8月16日  | 石井雄真 東山裕太 | |
| 第21回 | 2010年8月23日  | 島津虎史 加藤太輝 | |
| 第22回 | 2010年8月30日  | 中田洋介 加藤浩史 | |
| 第23回 | 2010年9月6日   | 斉藤洋平 鈴木翔平 | |
| 第24回 | 2010年9月13日  | 市村瞬 疋田大和   | |
| 第25回 | 2010年9月20日  | 島津虎史 菅原康太 | |
| 第26回 | 2010年9月27日  | 松田賢太 金宏栄   | 中村学コーチがサプライズでゲスト出演                                                                                                |
| 第27回 | 2010年10月4日  | 大原卓丈 佐藤佳成 | リーグ戦優勝記念放送で島津、松田、市村、疋田もゲスト出演                                                                            |
| 第28回 | 2010年10月11日 | 加藤浩史 斉藤洋平 | |
| 第29回 | 2010年10月18日 | 中田洋介 島津虎史 | |
| 第30回 | 2010年10月25日 | 松田賢太 金宏栄   | |
| 第31回 | 2010年11月1日  | 大瀧直也 石井雄真 | |
| 第32回 | 2010年11月8日  | 島津虎史 大原卓丈 | |
| 第33回 | 2010年11月15日 | 東山裕太 菅原康太 | 地域決勝大会への意気込みを述べるため主将の中田もゲスト出演                                                                          |
| 第34回 | 2010年11月22日 |                   | 選手とパーソナリティの岩瀬弘行が地域決勝大会で現地にいるため不在、 そのためFM岩手アナウンサーが臨時で番組を担当し結果などを伝えた。 |
| 第35回 | 2010年11月29日 | 加藤浩史 松田賢太 | |
| 第36回 | 2010年12月6日  | 中田洋介 島津虎史 | 最終回、加藤(浩)、斉藤、松田、石井、市村、疋田もゲスト出演                                                                          |